# Keeps Gettin' Better: A Decade of Hits
Keeps Gettin' Better: A Decade of Hits prvi je album najvećih hitova američke pop pjevačice Christine Aguilere. Kompilacija sadrži najveće hitove sa svih njenih studijskih albuma objavljenih do tad: Christina Aguilera (1999.), Mi Reflejo (2000.), Stripped (2002.) i Back to Basics (2006.), kao i dvije nove pjesme, te dvije ponovno urađene pjesme. Album je objavljen 7. studenoga 2008. godine u Europi, a 11. studenoga 2008. godine u SAD-u, ekskluzivno u Target dućanima. Tijekom studenoga 2008. godine objavljen je u čitavom svijetu. Postoji i dleuxe izdanje albuma koje uključuje DVD s 10 spotova i ima malo drugačiji omot, s žutim okvirom. 

## Popis pjesama
| 1.  | »Genie in a Bottle«                                  | 3:36 |
| 2.  | »What a Girl Wants« (Videospot inačica)              | 3:35 |
| 3.  | »I Turn to You«                                      | 4:39 |
| 4.  | »Come On Over Baby (All I Want Is You)« (Radio Edit) | 3:23 |
| 5.  | »Dirrty« (Video Edit, feat. Redman)                  | 4:45 |
| 6.  | »Fighter«                                            | 4:05 |
| 7.  | »Beautiful«                                          | 3:59 |
| 8.  | »Ain't No Other Man«                                 | 3:48 |
| 9.  | »Candyman« (Singl Mix)                               | 3:14 |
| 10. | »Hurt«                                               | 4:03 |
| 11. | »Genie 2.0«                                          | 4:15 |
| 12. | »Keeps Gettin' Better«                               | 3:04 |
| 13. | »Dynamite«                                           | 3:09 |
| 14. | »You Are What You Are (Beautiful)«                   | 4:44 |

| 1.  | »Genie in a Bottle«                                            | 3:36 |
| 2.  | »What a Girl Wants« (Videospot inačica)                        | 3:35 |
| 3.  | »I Turn to You«                                                | 4:39 |
| 4.  | »Come On Over Baby (All I Want Is You)« (Radio Edit)           | 3:23 |
| 5.  | »Nobody Wants To Be Lonely« (Singl inačica feat. Ricky Martin) | 4:11 |
| 6.  | »Lady Marmalade« (feat. Missy Elliott, Lil' Kim, Mýa, P!nk)    | 4:25 |
| 7.  | »Dirrty« (Video Edit, feat. Redman)                            | 4:45 |
| 8.  | »Fighter«                                                      | 4:05 |
| 9.  | »Beautiful«                                                    | 3:59 |
| 10. | »The Voice Within« (Radio Edit)                                | 4:24 |
| 11. | »Ain't No Other Man«                                           | 3:48 |
| 12. | »Candyman« (Singl Mix)                                         | 3:14 |
| 13. | »Hurt«                                                         | 4:03 |
| 14. | »Genie 2.0«                                                    | 4:15 |
| 15. | »Keeps Gettin' Better«                                         | 3:04 |
| 16. | »Dynamite«                                                     | 3:09 |
| 17. | »You Are What You Are (Beautiful)«                             | 4:44 |

| 1.  | »Genie in a Bottle«                                            | 3:36 |
| 2.  | »What a Girl Wants« (Videospot inačica)                        | 3:35 |
| 3.  | »I Turn to You«                                                | 4:39 |
| 4.  | »Come On Over Baby (All I Want Is You)« (Radio Edit)           | 3:23 |
| 5.  | »Nobody Wants to Be Lonely« (Singl inačica feat. Ricky Martin) | 4:11 |
| 6.  | »Lady Marmalade« (feat. Missy Elliott, Lil' Kim, Mýa, P!nk)    | 4:25 |
| 7.  | »Dirrty« (Video Edit, feat. Redman)                            | 4:45 |
| 8.  | »Fighter«                                                      | 4:05 |
| 9.  | »Beautiful«                                                    | 3:59 |
| 10. | »Ain't No Other Man«                                           | 3:48 |
| 11. | »Candyman« (Single Mix)                                        | 3:14 |
| 12. | »Hurt«                                                         | 4:03 |
| 13. | »Genie 2.0«                                                    | 4:15 |
| 14. | »Keeps Gettin' Better«                                         | 3:04 |
| 15. | »Dynamite«                                                     | 3:09 |
| 16. | »You Are What You Are (Beautiful)«                             | 4:44 |

| 1.  | »Genie in a Bottle«                                         | 3:36 |
| 2.  | »What a Girl Wants« (Videospot inačica)                     | 3:35 |
| 3.  | »I Turn to You«                                             | 4:39 |
| 4.  | »Come On Over Baby (All I Want Is You)« (Radio Edit)        | 3:23 |
| 5.  | »Ven Conmigo (Solamente Tú)«                                | 3:11 |
| 6.  | »Falsas Esperanzas«                                         | 3:10 |
| 7.  | »Lady Marmalade« (feat. Missy Elliott, Lil' Kim, Mýa, Pink) | 4:25 |
| 8.  | »Dirrty« (Video Edit, feat. Redman)                         | 4:45 |
| 9.  | »Fighter«                                                   | 4:05 |
| 10. | »Beautiful«                                                 | 3:59 |
| 11. | »Ain't No Other Man«                                        | 3:48 |
| 12. | »Candyman« (Single Mix)                                     | 3:14 |
| 13. | »Hurt«                                                      | 4:03 |
| 14. | »Genie 2.0«                                                 | 4:15 |
| 15. | »Keeps Gettin' Better«                                      | 3:04 |
| 16. | »Dynamite«                                                  | 3:09 |
| 17. | »You Are What You Are (Beautiful)«                          | 4:44 |

| 1.  | »Genie in a Bottle« (videospot)                     | 3:37 |
| 2.  | »What a Girl Wants« (videospot)                     | 4:06 |
| 3.  | »I Turn to You« (videospot)                         | 4:04 |
| 4.  | »Come On Over Baby (All I Want Is You)« (videospot) | 3:52 |
| 5.  | »Dirrty« (videospot, feat. Redman)                  | 4:49 |
| 6.  | »Fighter« (videospot)                               | 4:15 |
| 7.  | »Beautiful« (videospot)                             | 4:07 |
| 8.  | »Ain't No Other Man« (videospot)                    | 4:53 |
| 9.  | »Candyman« (videospot)                              | 3:15 |
| 10. | »Hurt« (videospot)                                  | 4:04 |

## Top ljestvice
| Ljestvicat (2008.–2009.)      | Izdavač(i) | Najviša pozicija | Certifikacija |
| ----------------------------- | ---------- | ---------------- | ------------- |
| Australija                    | ARIA       | 8                | platinasta    |
| Argentina                     | CAPIF      | 3                |               |
| Austrija                      | IFPI       | 10               |               |
| Belgija                       | IFPI       | 23               | zlatna        |
| Kanada                        | CRIA       | 10               |               |
| Danska                        | IFPI       | 15               |               |
| Nizozemska                    | NPI        | 28               |               |
| Finska                        | IFPI       | 9                |               |
| Njemačka                      | IFPI       | 20               |               |
| Grčka (međunarodna ljestvica) | IFPI       | 9                |               |
| Grčka                         | IFPI       | 20               |               |
| Mađarska                      | MAHASZ     | 35               |               |
| Irska                         | IRMA       | 9                | zlatna        |
| Italija                       | FIMI       | 15               |               |
| Japan                         | Oricon     | 5                | zlatna        |
| Meksiko                       | AMPROFON   | 15               |               |
| Novi Zeland                   | RIANZ      | 15               |               |
| Singapor                      | RIAS       | n/a              | zlatna        |
| Španjolska                    | PROMUSICAE | 34               |               |
| Švedska                       | IFPI       | 41               |               |
| Švicarska                     | IFPI       | 14               |               |
| Ujedinjeno Kraljevstvo        | BPI        | 10               | zlatna        |
| SAD Billboard 200             | RIAA       | 9                |               |

## Nagrade i nominacije

### 2008.
| Nagrada                   | Kategorija               | Rezultat   |
| ------------------------- | ------------------------ | ---------- |
| MTV Europe Music Awards   | Najbolji akt ikad        | nominirana |
| Virgin Media Music Awards | najbolji međunarodni akt | nominirana |
| Virgin Media Music Awards | najvruća ženska osoba    | nominirana |

### 2009.
| Nagrada          | Kategorija                      | Rezultati  |
| ---------------- | ------------------------------- | ---------- |
| NRJ Music Awards | najbolja međunarodna izvođačica | nominirana |